# Christian Poissenot
Pour les articles homonymes, voir Poissenot.
Christian Poissenot, né le 18 janvier 1950, est un coureur cycliste français. 

## Biographie
En 1970, Christian Poissenot s'impose sur Paris-Troyes, sous les couleurs de l'UV Aube. Il demeure à ce jour le plus jeune vainqueur de l'épreuve, à vingt ans. 
Lors de la saison 1971, il devient champion de France du contre-la-montre par équipes, avec son comité régional. Il intègre également le CSM Puteaux-JPS et remporte sept courses, dont Paris-La Ferté Bernard et Paris-Connerré. La même année, il est sélectionné en équipe de France amateurs pour disputer la Scottish Milk Race. 
En 1972, il gagne la Flèche d'or, un contre-la-montre par équipes de deux, avec Jean-Claude Misac. Il revient ensuite à l'UV Aube, où il termine sa carrière cycliste. Malgré ses performances, il n'a jamais franchi le cap du professionnalisme. Son palmarès compte environ 300 victoires.

## Palmarès
- 1970
  - Paris-Troyes
- 1971
  -  Champion de France des sociétés
  - Paris-La Ferté Bernard
  - Paris-Connerré
  - 3e de la Flèche d'or (avec André Corbeau)
- 1972
  - Paris-Blancafort
  - Flèche d'or (avec Jean-Claude Misac)
  - 3e du championnat de France des sociétés
- 1973
  - 3e de Paris-Épernay
  - 3e du championnat de France des sociétés
- 1974
  - 2e de la Nocturne de Bar-sur-Aube
- 1975
  - Nocturne de Bar-sur-Aube
  - 2e du Critérium de La Machine
- 1976
  - Nocturne de Bar-sur-Aube
  - 2e de Dijon-Auxonne-Dijon
- 1977
  - Nocturne de Bar-sur-Aube
  - 2e étape du Circuit de Champagne
  - 2e du Prix de La Charité-sur-Loire